# Омаров, Джамалудин Омарович
Джамалудин Омарович Омаров  (19 июля 1945, Мекеги, Левашинский район, Дагестанская АССР, РСФСР, СССР) — российский государственный и политический деятель. Глава муниципального образования городской округ «город Каспийск» (1998 — 2015), полковник милиции. Почётный сотрудник МВД России. 

## Биография
Родился в 1945 году в селе Мекеги Левашинского района Дагестанской АССР. По национальности — даргинец
После окончания школы в 1962 году Джамалудин Омаров пошёл работать на завод «Дагэлектроавтомат», где освоил профессию слесаря-сборщика. 
Отсюда, с завода, отправился в советскую армию, с 1964 года по 1967 год проходил срочную службу в Астраханской области. 
После армии работал в органах внутренних дел Дагестана начинал с рядового, работал командиром взвода, командиром отдельного дивизиона, начальником ГАИ УВД Махачкалы, начальником Управления вневедомственной охраны МВД Республики Дагестан. Дослужился до звания полковника милиции. 
Постановлением Госсовета Республики Дагестан в декабре 1998 года Омарова направили и.о. главы администрации Каспийска, а 27 января 2000 года его утвердили на этой должности. 
18 августа 2015 года ушёл в отставку с поста главы Каспийска по собственному желанию.
С августа 2015 года занимается сельским хозяйством, разводит крупно-рогатый и мелко-рогатый скот в родном селе. 

## Образование
Имеет два высших образования. Одно из которых заочно оконченный Дагестанский политехнический институт в 1982 году.

## Личная жизнь
Женат. Имеет пятерых детей.

## Награды и звания
- Орден Дружбы.
- Орден «За заслуги перед Отечеством» IV степени.
- Орден «За заслуги перед Республикой Дагестан»
- Почётный сотрудник МВД России
- Медали МВД, Минобороны России.